# Wakey Wakey!
Wakey Wakey! es el quinto álbum de estudio de la banda de punk británica The Toy Dolls. Se publicó en el año 1989.

## Lista de canciones
1. "Introduction"  – 0:57
2. "Wakey Wakey Intro"  – 0:21
3. "Lester Fiddled The Tax Man"  – 2:19
4. "Pot Belly Bill"  – 3:06
5. "One Night In Moscow (& We'll Be Russian Home!)"  – 2:42
6. "Cloughy Is A Bootboy!"  – 2:50
7. "Sabre Dance"  – 2:38
8. "Daveys Took The Plunge"  – 3:33
9. "There's A Trollop Up Elmwood Street"  – 2:36
10. "No Particular Place to Go"  – 2:21
11. "Poverty Pleadin' Peter"  – 2:21
12. "Blaze Of The Borough"  – 3:10
13. "Wakey Wakey Outro"  – 1:54
14. "Goodnight Irene"  – 0:29

## Personal
- Michael "Olga" Algar - Voz, guitarra
- John "K'Cee" Casey - Bajo, coros
- Martin "Marty" Yule - Batería, coros